# Božo Božović
Božo Božović, črnogorski general, * 13. julij 1911, Rogami, Kraljevina Črna gora, † 3. februar 1993, Beograd, Zvezna republika Jugoslavija.

## Življenjepis
Leta 1941 je vstopil v NOVJ in KPJ. Med vojno je bil poveljnik 2. proletarske brigade, 1. proletarske brigade in 26. divizije.
Po vojni je končal šolanje na sovjetski vojaški akademiji Vorošilov ter postal načelnik štaba armadne oblasti in zasedal različne položaje v Generalštabu JLA. Upokojil se je leta 1965.

## Odlikovanja
- Red narodnega heroja
- Red vojne zastave
- Red partizanske zvezde